# Округ Сарџент (Северна Дакота)
Сарџент (енгл. Sargent County) је округ у америчкој савезној држави Северна Дакота.

## Демографија
По попису из 2010. године број становника је 3.829, што је 537 (-12,3%) становника мање него 2000. године.
| Група             | 2000.         | 2010.         |
| Белци             | 4.278 (98,0%) | 3.717 (97,1%) |
| Афроамериканци    | 2 (0,0%)      | 2 (0,1%)      |
| Азијати           | 2 (0,0%)      | 9 (0,2%)      |
| Хиспаноамериканци | 32 (0,7%)     | 51 (1,3%)     |
| Укупно            | 4.366         | 3.829         |